# Arimaa
Arimaa este un joc de strategie ce se joacă între 2 jucători, pe o tablă de Arimaa de dimensiuni 8 x 8, foarte asemănătoare cu un eșichier clasic, dar cu 4 căsuțe (C3, F3, C6, F6) marcate ca fiind trape.

Jocul a fost inventat în 2003 de Omar Syed, un inginer-informatician indiano-american. 
Arimaa a câștigat câteva premii, printre care Best Abstract Strategy Game 2011 oferit de  GAMES Magazine, Creative Child Magazine 2010 Strategy Game of the Year, și 2010 Parents' Choice Approved Award.

Există 6 tipuri de piese, ordonate descrescător după forța lor în joc: elefant (cea mai puternică piesă), cămilă, cal, câine, pisică și iepure (cea mai slabă piesă). Piesele mai puternice pot împinge, aspira sau bloca piese mai slabe. Piesele sunt capturate numai prin antrenarea lor în cele 4 trape, prin acțiunea de împingere sau aspirare, realizată de o piesă adversă. O piesă ce se află pe o trapă este capturată (și este eliminată din joc) doar atunci când în cele 4 căsuțe adiacente trapei nu se află nicio piesă proprie. Există 3 metode de a câștiga o partidă de Arimaa:
1. Mutarea unui iepure pe a opta linie a tablei de Arimaa (deci în prima linie a taberei adverse).
2. Capturarea tuturor iepurilor adversarului.
3. Blocarea totală a adversarului, astfel încât acesta nu mai are la dispoziție nicio mișcare legală.